# سکاهای تیزخود

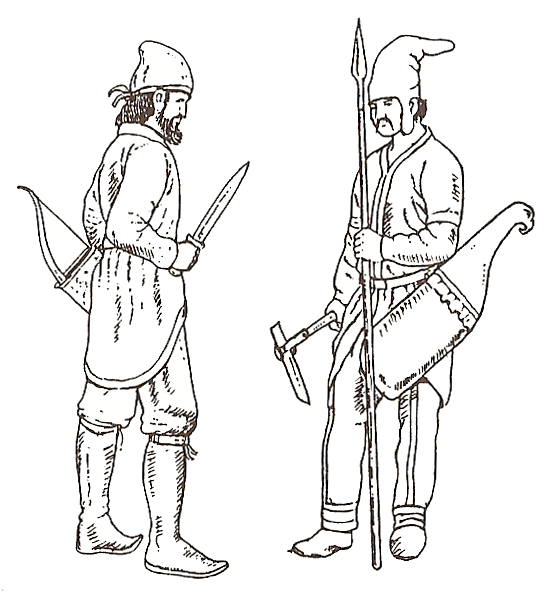
تصویری از سکاهای لشکر خشایارشا بر اساس داده‌های هرودوت. فرد سمت راست از سکاهای تیزخود است.

سکاهای تیزخود (پارسی باستان:saka tigra xaudā، انگلیسی: Orthocorybantians) یکی از طایفه‌های قوم ایرانی‌تبار سکا در آسیای میانه بود.
سکاهای تیزخود به گفته هرودوت در ساتراپی دهم شاهنشاهی هخامنشی ایران سکونت داشتند. 
در نقش برجسته‌های آپادانا، یکی هیئت نمایندگی از سکاهای تیزخود که برای اهدای هدایا به شاهنشاه ایران به تخت جمشید آمده‌اند ترسیم شده‌است.
سنگ‌نبشته بیستون نیز حاوی اطلاعاتی در مورد سکاهای تیزخود است. از اطلاعات چنین برمی‌آید که مردمان این طایفه در زمان پادشاهی ماد ارتباطات نزدیکی با مادها داشتند و نفوذ مادها تا سرزمین‌های شرق دریای مازندران ادامه داشته است.
همچنین گفته شده که سکاهای تیزخود شاید در ارمنستان شرقی نشیمن داشتند؛ منطقه‌ای که با شاهنشاهی ماد هم‌مرز بود. البته این تفسیر به‌روشنی با اطلاعات هرودوت در مورد لشکرکشی‌های هخامنشیان منافات پیدا می‌کند.